# Герб Пирятина
Герб Пирятина (укр. Герб Пирятина) — официальный геральдический символ города Пирятина Полтавской области Украины, утверждённый сессией Пирятинского городского совета 7 апреля 2004 года.

## Описание и символика
В червлёном поле золотой опрокинутый натянутый лук, на котором такая же опрокинутая стрела. Щит увенчан золотой городской короной с тремя башенками и обрамлён золотыми колосками, увитыми сине-жёлтой лентой с датой «1154».
Продолжая традиции прошлых поколений и учитывая предложения общественности, оставлен герб в том варианте, который был присвоен городу в 1592 году привилегией польского короля Сигизмунда III. На малиновом поле, что символизирует казацкую мощь, храбрость, единство и любовь, изображён золотой натянутый лук со стрелой острием вниз. Элементы герба указывают на историческую роль города в обороне родных земель.

## История
В 1592 году.королём Сигизмундом ІІІ Пирятину было дано магдебургское право и герб: в красном поле перевёрнутый натянутый золотой лук с вложенной в него стрелой. Герб периода Российской империи был утверждён 4 июня 1782 года.на основе старого герба.
В 1865 году был составлен проект Б. Кёне: в красном поле серебряный перевёрнутый натянутый лук с вложенной в него стрелой. В вольной части герб Полтавской губернии. Щит увенчан серебряной городской короной с тремя башнями и обрамлён двумя колосками, увитыми Александровской лентой. Проект не был утверждён.

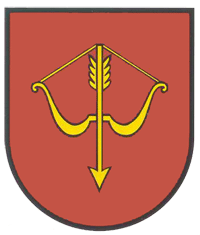
Герб 1592 года
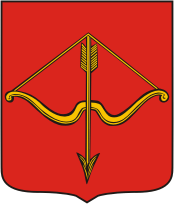
Герб 1782 года
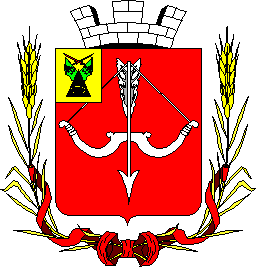
Проект герба 1865 года